# Josef Kšica starší
Josef Kšica starší (11. listopadu 1926, Pivonice – 25. září 2001, Bystřice nad Pernštejnem) byl český hudební pedagog, sbormistr a hudební skladatel. Jeho syn Josef působí jako regenschori v pražské katedrále sv. Víta, Václava a Vojtěcha.

## Život
V letech 1941 až 1945 vystudoval učitelský ústav v Nové Městě na Moravě, později si hudební vzdělání rozšířil studiem při zaměstnání na brněnské konzervatoři, obor příčná flétna (absolvoval v roce 1965). Jako učitel působil postupně v Bystřici nad Pernštejnem, Hlučíně a po absolvování základní vojenské služby (1948–1950) v Kravařích, Věchnově a od roku 1960 opět v Bystřici nad Pernštejnem. Na školách, kde vyučoval, zakládal a vedl pěvecké sbory, jichž bylo celkem sedm. Svou pedagogickou činnost musel kvůli onemocnění ukončit v roce 1984, poté ještě působil v omezené míře jako sbormistr až do roku 1987.

## Skladby (výběr)
- cyklus Zpívané suity
- cyklus Zpívaná muzika
- Dneska je báječně
- Mír je jednička s hvězdičkou
- Sysel a liška
- Hajej, nynej, má panenko
- Hajú, hajú
- Okénka rámů
- Martinkova ukolébavka
- Matičce
- Modrá očka
- Půjdeme, půjdeme
- Zpívej si s námi
- Kohoutek
- Bajka
- Chválím tě, země
- Okénka rámů
- Studánka
- Hory krásné, hory mé
- Košiláček
- Matičce
- Dvojzpěvy z Vysočiny
- Hymnus pěvců
- Andante cantabile
- Vítej, v kraj můj vítej
- Novému životu
- Já se tam vrátím
- Vernisáž
- Mateníky z Pivonic
- Intráda festa
- Serenáda pro housle a klavír
- Tři duchovní písně na texty z Písma svatého
- Tři mariánské duchovní zpěvy
- Tři duchovní písně
- úpravy lidových písní (U Dunaja, Zasela jsem bazaličku, Zakukala žežulička, Ševcovská a další)

## Literární dílo
- Josef Kšica: Nové cesty názorného vyučování v hudební výchově, nákladem vlastním, Bystřice nad Pernštejnem 1965
- Josef Kšica: Hudební výchova v 9. třídě, Krajský pedagogický ústav, Brno 1978
- Josef Kšica, Jan Špaček, Jiří Weyskrab: 120 let sborového zpěvu v Bystřici nad Pernštejnem – 20 let pěveckého sboru Vysočina (sborník), Kulturní dům 35. výročí osvobození, Bystřice nad Pernštejnem 1985
- Josef Kšica: Lidové písně z Kravař ve Slezsku, Kulturní středisko zámek Kravaře, Kravaře 1998